# Stanley (veículo)

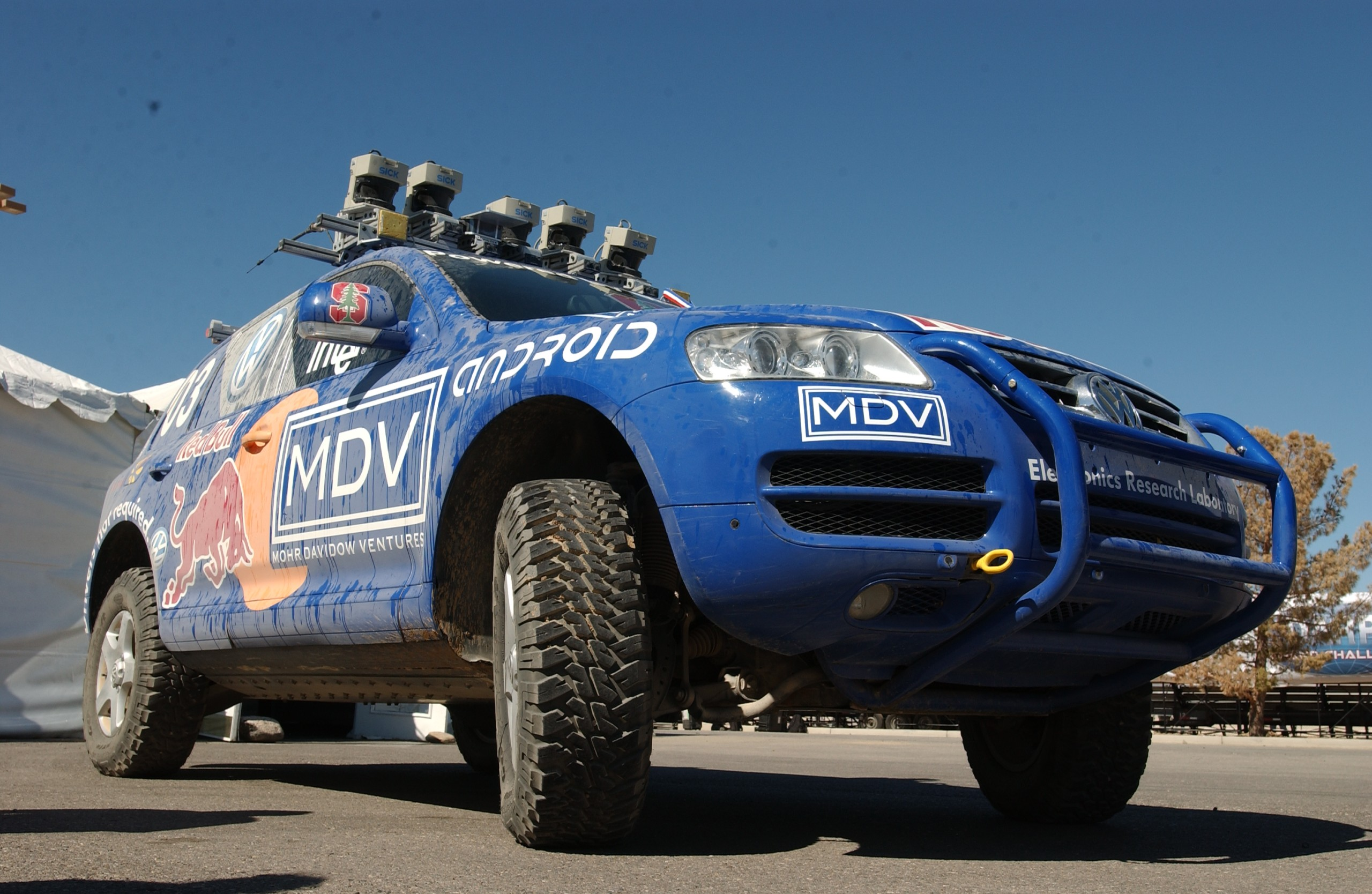
O veículo Stanley com marca de patrocínio da Redbull.

O Stanley é um veículo autônomo criado pelo Stanford Racing Team, da Universidade Stanford, nos Estados Unidos. Trata-se de um Volkswagen Touareg modificado para ser pilotado por computadores de bordo. O Stanley competiu, e venceu, o 2005 DARPA Grand Challenge, arrebatando para o Stanford Racing Team o prêmio de 2 (dois) milhões de dólares, o maior prêmio relacionado à área da robótica na história.

## O veículo
O Stanley utilizou cinco sensores laser para medir distâncias (ou LIDAR), um par de radares, uma câmera stereo e uma câmera monocular. O veículo era capaz de inferir sobre sua posição através de um receptor GPS, uma bússola GPS, um sistema de orientação inercial, bem como obtinha informações de odometria das rodas do próprio veículo, através do circuito interno de controle do Touareg (ou CAN bus: Controller Area Network). O processamento computacional ficava por conta de seis computadores com chip Intel Pentium M rodando várias versões do sistema operacional Linux.

## Funcionamento
A ideia por trás do Stanley se baseava em ser uma máquina autônoma, capaz de detectar e desviar de obstáculos com eficiência.

### Visão
O veículo enxerga através dos dados recebidos dos sensores, que "escaneavam" o caminho 30 metros à frente, formando um mapa do local. Os dados então eram combinados às imagens do sistema de visão procurando padrões similares ao chão com passagem segura, o que aumentava o campo de "visão" do veículo a distâncias de até 80 metros à frente, garantindo uma segurança maior para acelerar. Se o veículo não conseguisse "enxergar" um caminho por onde pudesse passar à frente, a velocidade era diminuída e os sensores laser de distância eram utilizados para localizar o caminho mais seguro em um raio mais curto.

### Navegação
A antena GPS acoplada ao carro recebia informações de localização duas vezes. Uma para captar a posição inicial com tolerância de até 1m de erro, e uma segunda vez para corrigir o erro da primeira. No final do processo, a precisão era de 1 cm.
Para evitar possíveis falhas causadas pelo bloqueio do sinal (como ao passar por um túnel, por exemplo) um foto-sensor acoplado as rodas do veículo, que monitorava o padrão de movimento das mesmas, era capaz de medir o quanto o carro se moveu desde o "blackout", tornando-se assim possível rastreá-lo através da posição apontada pelo GPS.

### Pilotagem
O sistema de auto-aprendizado do Stanley foi "treinado" para simular um humano dirigindo o veículo pelo deserto. Tendo então gravados esses dados em seu sistema, ele atribuía valores de precisão aos dados gerados pelos sensores, sendo assim capaz de diferenciar uma sombra de uma àrvore cruzando a estrada de uma rachadura ou um buraco. Muitos outros competidores do desafio não tinham essa habilidade originalmente, e por isso saíam da estrada para desviar dos "buracos".

## O Projeto
O projeto foi liderado pelo Professor Sebastian Thrun, diretor do Stanford Artificial Intelligence Lab. Os principais colaboradores do projeto: Michael Montemerlo (Software), Sven Strohband (Engenharia) and Cedric Dupont (Veículo), and Pamela Mahoney (Comunicações).

## Patrocínios
À época de seu desenvolvimento o projeto recebeu apoio da alemã Volkswagen, que cedeu 3 (três) Volkswagen Touaregs para a Stanford. Um deveria se tornar o próprio protótipo final, um para apoio e um extra para troca de peças e estudos. A preparação do carro para o controle por computadores também foi desenvolvida pela Volkswagen.
Outro patrocinador é a Red Bull Soft Drinks, que leva seu emblema e cores (Azul, Vermelho e amarelo) no veículo.